# Фаллай
Фаллай (нім. Valley) — громада в Німеччині, знаходиться в землі Баварія. Підпорядковується адміністративному округу Верхня Баварія. Входить до складу району Місбах.
Площа — 42,09 км2. Населення становить 3343 ос. (станом на 31 грудня 2020).